# Maria Luísa da Costa Dias
Maria Luísa Palhinha da Costa Dias (Coímbra, 15 de octubre de 1916 - Vila Franca de Xira, 10 de mayo de 1975) fue una médica y activista portuguesa. 

## Biografía
Nació en la ciudad de Coímbra, el 15 de octubre de 1916, en una familia acomodada. Tuvo tres hermanos, dos de los cuales eran empresarios de la conservera Tonecas, mientras que el tercero era el escritor e investigador Augusto da Costa Dias. Da Costa Dias fue médica de profesión. En la década de 1930 formó parte de la asociación comunista Socorro Rojo Internacional, y en 1945 se unió al Movimiento de Unidade Democrática.
En 1947, se mudó a Mozambique con su pareja, Pedro dos Santos Soares, quien en ese momento era maestro de secundaria, regresando ambos a Portugal en 1950. En la década de 1960, la editorial Portugália publicó tres libros traducidos o adaptados del francés por Maria da Costa Dias: Flowers of Scotland (1965), Beauty and the Beast (1968) y Quem Busca Semper Alcança (1966).
Da Costa Dias murió en un accidente de tráfico en las primeras horas del 10 de mayo de 1975, junto con su esposo. Viajaban por la autopista cerca de Vila Franca de Xira, cuando el automóvil que seguían fue golpeado por otro vehículo, que se dio a la fuga. Los funerales en su honor se celebraron el 13 de mayo de ese año, en el Pabellón Rosa Mota y el Cementerio del Alto de São João. El líder comunista Álvaro Cunhal destacó durante su funeral sus esfuerzos por la libertad y los derechos de las mujeres.

## Trayectoria como política y activista
En 1951, Da Costa Dias y Soares pasaron a la clandestinidad como miembros del Partido Comunista Portugués. Da Costa Dias relató su experiencia en el trabajo Children Emerge from the Shadow. Cuentos de Clandestinidade, un libro de cuentos que se publicó póstumamente en 1982. 
Fue arrestada por primera vez 1953, tras ser capturada por la Policía Internacional y la Defensa del Estado (PIDE) en una casa clandestina en Palmela. Fue puesta en libertad por su estado de salud gracias a una gran campaña a nivel nacional e internacional. Sin embargo, fue nuevamente encarcelada en 1958, después de haber sido torturada por la PIDE, y liberada en 1962, otra vez gracias a una campaña de solidaridad internacional. En total, permaneció encarcelada durante casi siete años en las cárceles del Estado Novo. Al año siguiente volvió a la clandestinidad en el extranjero, realizando varias misiones para el Partido Comunista. Según afirmaron las comunistas Maria da Piedade Morgadinho y Margarida Tengarrinha, Da Costa Dias tenía un gran fervor religioso, y solía rezar ante la reproducción de una pintura de Rafael de la Virgen María con el niño en brazo que le había regalado su marido y, cuando la arrestaron, se llevó una Biblia que leía cada noche. 
Como activista, participó en varias campañas nacionales e internacionales de solidaridad y por la liberación de presos políticos. Trabajó principalmente para la defensa de los derechos de las mujeres, siendo una de las principales impulsoras de la emancipación femenina en Portugal. Participó en varias reuniones internacionales, como el Congreso Mundial de Mujeres en Helsinki, celebrado en junio de 1969, donde formó parte de la delegación portuguesa. Durante la Revolución de los Claveles del 25 de abril de 1974, que restauró la democracia en Portugal, Da Costa Dias ejerció como representante de las mujeres portuguesas y directora de la Federación Democrática Internacional de Mujeres. También formó parte del Movimiento de Mujeres Democráticas desde su fundación en 1968. Cuando murió, era miembro del Ejecutivo Nacional y de la secretaría de la Comisión Ejecutiva de Lisboa en esa organización. En 1974, abandonó el ejercicio de la medicina para dedicarse por completo a las actividades del Partido Comunista Portugués. 
Colaboró en la organización de la visita a Portugal de la primera mujer cosmonauta, Valentina Tereshkova, en el marco de las celebraciones del Año Internacional de la Mujer, en 1975. Ese año, participó en una conferencia de prensa donde defendió la paz y la cooperación internacional y su conexión con la emancipación femenina. Tras la revolución del 25 de abril, participó en el congreso de la Federación Democrática Internacional de Mujeres en Varsovia, siendo entrevistada por la Radio y Televisión de Portugal tras regresar a su país.

## Reconocimientos
Su nombre se colocó en la toponimia de Santo André, en el municipio de Barreiro, en Unhos, en el municipio de Loures, y en Vale de Vargo, en el municipio de Serpa. En Trigaches, el lugar de nacimiento de su marido, Soares, se inauguró un monumento en honor de la pareja.